# ハプログループM7a (mtDNA)
ハプログループM7a (mtDNA)（ハプログループM7a (ミトコンドリアDNA)、英: Haplogroup M7a (mtDNA)）とは、分子人類学で用いられる、人類のミトコンドリアDNAハプログループ（型集団）の分類のうち、ハプログループMを祖先に持ち「ハプログループM7」より分岐したものである。
把握済みの全てのハプログループM7aのミトコンドリアDNAの最も近い共通祖先はBehar et al. (2012)によれば今より22707.1 (SD 5385.6)年前と、FTDNAによれば今より22,766 (99% CI 26,827 - 19,094)年前と推定されている。

## 概略

### 起源
約4万年以上前に誕生したアジア最大の母系グループである「M」型から分岐したM7より分岐したグループで、約2万5000年前に「スンダランド」で誕生し北上して日本列島に到達した系統にあたるとする見方がある一方で、シベリア南部 - 極東あたりで発生したとする見方もある。

### 古人骨
2010年までに沖縄県石垣島の白保竿根田原洞穴遺跡から発掘された、旧石器時代の人骨を国立科学博物館が分析した結果、国内最古の人骨（約2万-1万年前）とされた4点のうち2点は、このハプログループM7aと呼ばれる系統であることが明らかとなった。

### 分布
日本人の約7.6%がこの型に属し、沖縄（26%）、本州（7%）の他、北海道アイヌ（16%）や、縄文人の人骨からも検出されている。韓国人のサンプルでも1.90％～4％確認され、日本から移住し在住・帰化している日本人であると思われる。現代中国では漢族の0.134%がmtDNAハプログループM7aに属している。

## 系統樹
ハプログループM7のサブクレードの系統樹は、マニス・バン・オーブンとマンフレッド・カイザーの論文に基づく。
- - M7
    - M7a
      - M7a1 日本（東北・関東甲信越・沖縄・中部北陸等・計7.0%[12]）、中国（山東省漢族2人・江蘇省漢族1人等・計0.129%[10]）
        - M7a1a 日本（6.4%[12]）、韓国[2]、中国（河北省漢族5人・河南省漢族2人・北京市漢族1人・上海市漢族1人・四川省漢族1人・山東省漢族1人等・計0.115%[10]）
          - M7a1a1 日本（中部北陸等・計1.4%[12]）、韓国[13]、中国（吉林省漢族1人・河南省漢族1人・山東省漢族1人・江蘇省漢族1人・計0.018%[10]）
            - M7a1a1a (M7a1a1+A9299G) 日本[2]（北海道・東北・関東甲信越・中部北陸・九州・計1.2%[12]、岐阜県・愛知県・東京都等[13]）
            - M7a1a1b (M7a1a1+G10589A) 日本[2][13]、韓国[2]、カザフスタン[2]
              - M7a1a1b1 (M7a1a1b+T12477C) アメリカ合衆国（ユタ州[13]）

          - M7a1a2 日本（東北・中部北陸・計0.1%[12]、中国（上海市漢族1人・江蘇省漢族1人・計0.009%[10]）
          - M7a1a3 日本（北海道・東北・中部北陸・計0.3%[12]）
          - M7a1a4 日本（北海道・九州・中部北陸・計0.6%[12]）、中国（山東省漢族1人・浙江省漢族1人・計0.009%[10]）
            - M7a1a4a 日本（北海道・中部北陸・計0.3%[12]）

          - M7a1a5 日本（東京都[13]）、韓国[13]
            - M7a1a5a (M7a1a5+G7852A) 日本（東京都・愛知県等[13]、中部北陸・計0.2%[12]）、中国（天津市漢族1人・計0.0046%[10]）

          - M7a1a6 日本[13]（東北・九州・計0.2%[12]）、中国（山西省漢族1人・山東省漢族1人・江蘇省漢族1人・計0.014%[10]）、フィリピン[13]
            - M7a1a6a (M7a1a6+T152C!+T16223C) 日本（千葉県等[13]）

          - M7a1a7 日本（東北・関東甲信越・中部北陸・近畿・九州・計1.6%[12]）、韓国[13]、スコットランド[2]
            - M7a1a7a (M7a1a7+T14581C) 中国（ウイグル族[13]）
            - M7a1a7b (M7a1a7+A955AC) 日本（東京都・愛知県[13]）
            - M7a1a7c (M7a1a7+T14180C) 日本（東京都[13]）

          - M7a1a8 日本[13]（九州・中部北陸・計0.1%[12]）、中国（江蘇省漢族1人[10]）
            - M7a1a8a (M7a1a8+A4395G) 日本（千葉県・東京都[13]）

          - M7a1a9 日本（千葉県・東京都[13]）
            - M7a1a9a (M7a1a9+T14025C) 韓国[13]、中国（天津市漢族1人・計0.0046%[10]）

        - M7a1b
          - M7a1b1 日本（北海道・東北・中部北陸・計0.2%[12]、鹿児島県・東京都等[13]）、中国（黒竜江省漢族1人・計0.0046%[10]）、台湾（閩南語話者の漢族1人[13]）
            - M7a1b1a (M7a1b1+T5108C) 日本（東京都・愛知県[13]）

          - M7a1b2 日本[13]

      - M7a2 日本（静岡県等[13]、近畿等・計0.2%[12]）
        - M7a2a
          - M7a2a1 日本（千葉県・愛知県[13]）
          - M7a2a2 日本[13]
            - M7a2a2a (M7a2a2+C2218T) 日本（群馬県[13]）
              - M7a2a2a1 (M7a2a2+A4435G) 日本（愛知県[13]）

          - M7a2a3 (M7a2a+G1888A+A4093G+T10966C+C16187T!)
            - M7a2a3a (M7a2a3+T15449C) ロシア（ウデヘ[13]）
              - M7a2a3a1 (M7a2a3a+A6284G) ロシア（ウデヘ[13]）

            - M7a2a3b (M7a2a3+C15379T) ロシア（ブリヤート・ニュクジャ川流域エヴェンキ[13]）

          - M7a2a4 (M7a2a+A10730G) 日本[13]

        - M7a2b
        - M7a2c (M7a2+C13596T+C16167T+C16234T) 日本[2]